# 阿薩納克斯山脈
阿薩納克斯山脈（西班牙語：Cordillera Azanaques），是玻利維亞的山脈，屬於安第斯山脈中玻利維亞中部山脈的一部分，全長150公里，該山脈最高點海拔高度5,400米。